# ديفيد جي. وليامز
ديفيد جي. وليامز (بالإنجليزية: David J. Williams)‏ (5 مارس 1971، هارتفوردشير في المملكة المتحدة)؛ روائي أمريكي.